# Сільце (гміна)
Гміна Сільце — сільська гміна у Підгаєцькому повіті Тернопільського воєводства Другої Речі Посполитої. Адміністративним центром гміни було село Сільце.
Гміна утворена 1 серпня 1934 року в рамках нового закону про самоврядування (23 березня 1933 року).
Площа гміни — 70,30 км²

Кількість житлових будинків — 1286

Кількість мешканців — 6857
Гміну створено на основі давніших сільських гмін Сільце, Угринів, Вербів, Загайці, Галич (без присілку Голендри.